# Bun, Hautes-Pyrénées
Bun là một xã thuộc tỉnh Hautes-Pyrénées trong vùng Occitanie tây nam nước Pháp. Khu vực này có độ cao trung bình 830 mét trên mực nước biển.